# X線検出器
X線検出器（エックスせんけんしゅつき）とは、X線の強度、流束、空間分布、エネルギースペクトルなどを測定する光検出器。

## 例
- 電離箱
- 比例計数管
- ガイガー＝ミュラー計数管
- 半導体検出器
- シンチレーション検出器